# Aldona Maria Siwińska
Aldona Maria Siwińska – polska kardiolog dziecięca, profesor nauk medycznych w Klinice Kardiologii Dziecięcej Instytutu Pediatrii Uniwersytetu Medycznego w Poznaniu.

## Życiorys
W 1977 roku ukończyła studia medyczne na Akademii Medycznej im. Karola Marcinkowskiego w Poznaniu. W tym samym roku rozpoczęła pracę w Wojewódzkim Szpitalu Dziecięcym im. Krysiewicza w Poznaniu. W latach 1983–1984 pracowała na Oddziale Kardiochirurgii Poznańskiego Ośrodka Kardio-Pulmonologicznego. Od roku 1985 związała się z Kliniką Kardiologii i Nefrologii Dziecięcej Instytutu Pediatrii Akademii Medycznej w Poznaniu. W latach 2002–2019 kierownik Kliniki Kardiologii i Nefrologii Dziecięcej oraz w latach 2019–2020 kierownik Kliniki Kardiologii Dziecięcej UMP. W 1989 uzyskała stopień naukowy doktora habilitowanego, a w roku 2003 tytuł naukowy profesora nauk medycznych. Autorka 343 prac naukowych w latach 1991–2006. 13 grudnia 2002 roku została odznaczona Złotym Krzyżem Zasługi.

## Pełnione funkcje
Pełniła funkcje m.in.:
- kierownika Kliniki Kardiologii i Nefrologii Dziecięcej UM w Poznaniu
- członka Senatu UM w Poznaniu
- członka Zespołu Ekspertów Ministra Zdrowia do zaopiniowania danych o spełnieniu przez jednostkę kryteriów uprawniających do ubiegania się o wpis na listę Ministra Zdrowia do prowadzenia specjalizacji lub stażów kierunkowych w dziedzinie kardiologii dziecięcej
- członka Regionalnego Zespołu do spraw Polskiego Rejestru Wrodzonych Wad Rozwojowych
- recenzenta Programów Unijnych (FP6)
- członka komisji egzaminacyjnych z pediatrii, kardiologii dziecięcej, kardiologii
- członka komisji ds.stopni i tytułów naukowych (dr med., dr hab.n.med. i prof.n.med.), recenzent prac doktorskich i habilitacyjnych

## Członkostwo w Towarzystwach Naukowych
- Polskie Towarzystwo Pediatryczne
- Polskie Towarzystwo Kardiologiczne
- Europejskie Towarzystwo Kardiologii Dziecięcej
- Amerykańskie Towarzystwo Echokardiograficzne
- Grupa Robocza ds. diagnostyki w kardiologii dziecięcej Europejskiego Towarzystwa
- Polskie Towarzystwo Ultrasonograficzne
- Europejskie Towarzystwo Kardiologiczne
- Europejskie Towarzystwo Echokardiograficzne
- Brytyjskie Towarzystwo Echokardiograficzne